# Cinturó volcànic transmexicà de boscos de pi i roure

Ubicació de l'ecoregió

El Cinturó volcànic transmexicà de boscos de pi i roure és una ecoregió dels boscos subtropicals de coníferes del Cinturó Volcànic Transmexicà del centre de Mèxic. El seu estat de conservació és crític.

## Distribució

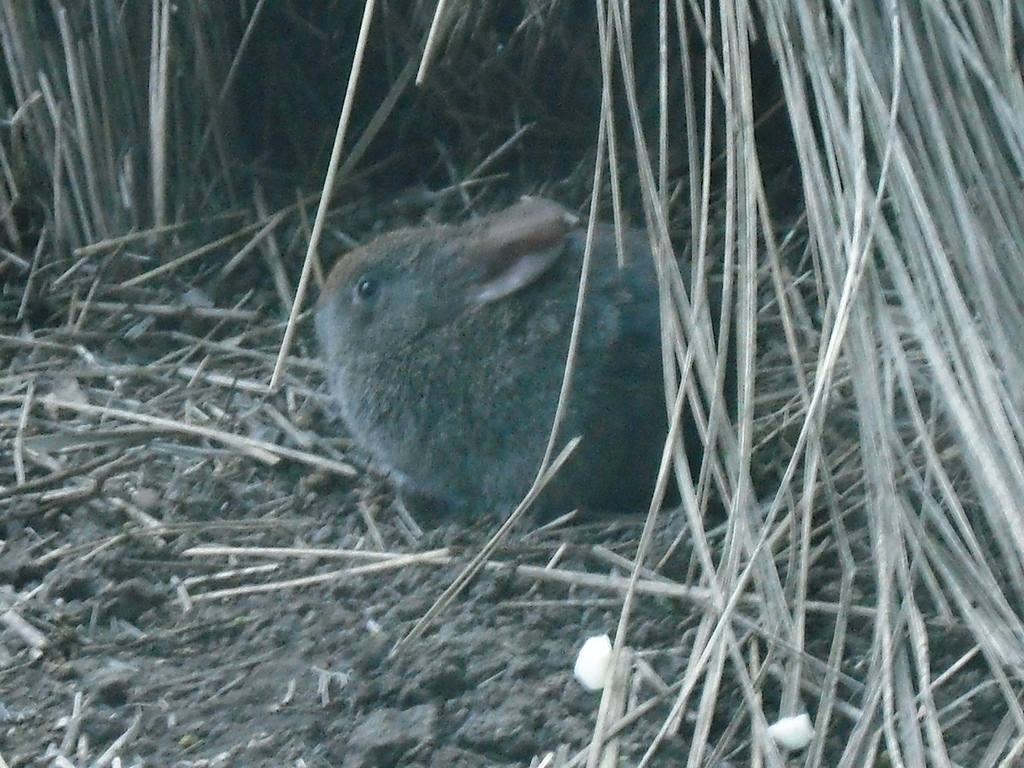
El conill dels volcans habita a la regió

El Cinturó volcànic transmexicà de boscos de pi i roure ocupen una superfície de 91.800 km², que s'estén des de l'oest de l'Estat de Jalisco fins a l'est de l'Estat de Veracruz.
Els boscos de pi i roure estan envoltats dels boscos tropicals secs en les elevacions més baixes a l'oest, nord-oest i sud, dels boscos secs de Jalisco, a l'oest i sud-oest; els boscos secs de Balsas al sud, a la conca del riu Balsas i els Boscos secs Bajío al nord-oest, a la conca del Río Grande de Santiago i la part baixa del riu Lerma. El matollar central mexicà es troba al nord de l'àrea de les conques altes de l'altiplà, com la Vall de Mèxic i la part alta de la conca de Lerma al voltant de Toluca. La vall de matollar de Tehuacan es troba a la vall d'ombra de pluja al sud-est dels estats de Puebla i Tlaxcala. A l'est, els boscos humits de muntanya de Veracruz i boscos de muntanya d'Oaxaca són la transició entre els boscos de pins i roures i els boscos tropicals de terres baixes al llarg del Golf de Mèxic.
Les bosses de pastures i matolls de muntanya es poden trobar entre els boscos de pi i roure, i constitueixen una ecoregió independent, el Zacatonal.

## Flora
Les comunitats vegetals principals són els boscos de pi, boscos de pi i roure, boscos de roures, boscos de pi i cedre, i els boscos de pi i avet. Les comunitats vegetals varien amb l'altitud i les precipitacions.
Els boscos de pins es troben generalment entre els 2.275 i 2.600 m. Els boscos de pi i roure es troben entre els 2.470 i 2.600 m. Els boscos de pi i cedre es troben per sobre de 2.700 m. El boscos de pi i avet es troben per sobre dels 3.000 m.
En els boscos de pi, té una presència predominant generalitzada Pinus montezumae, amb Pinus pseudostrobus predomina a les zones més humides i en zones seques amb sòls poc profunds Pinus hartwegii i Pinus teocote.
En els boscos de pi i avet estan compostos gairebé íntegrament pels Pins de Hartweg (Pinus hartwegii) i Abies religiosa.

## Fauna
El conill dels volcans (Romerolagus diazi) i el Ratolí mexicà dels volcans (Neotomodon alstoni) són endèmics de l'ecoregió.
El cinturó volcànic de boscos de pi i roure de l'est de l'Estat de Michoacán i l'oest de l'Estat de Mèxic, és l'hàbitat hivernal de les papallones monarca (Danaus plexippus), la qual cosa migren des de les regions temperades de l'Amèrica del Nord a l'est de les muntanyes Rocoses. La Reserva de la Biosfera de les Papallones Monarca està a dins d'aquest hàbitat.